# 海肖爾斯 (北卡羅來納州)
海肖爾斯（英語：High Shoals）是一個位於美國北卡羅萊納州加斯頓縣的城市。

## 人口
根據2020年美國人口普查的數據，海肖爾斯的面積為6.88平方千米，當中陸地面積為6.74平方千米，而水域面積為0.14平方千米。當地共有人口595人，而人口密度為每平方千米86人。